# 扬州慢
扬州慢，词牌名，为南宋词人姜夔自创。
双调九十八字，其中上片50字，下片48字。

## 词牌格式
平仄平平，仄平平仄，仄平仄仄平平。
仄平平仄仄，仄仄仄平平。
仄平仄、平平仄仄，仄平平仄，平仄平平。
仄平平、平仄平平，平仄平平。
仄平仄仄，仄平平、平仄平平。
仄仄仄平平，平平仄仄，平仄平平。
仄仄仄平平仄，平平仄、仄仄平平。
仄平平平仄，平平平仄平平。
註：
平表示平聲，
仄表示仄聲，
仄表示本仄可平，
平表示本平可仄，粗體表示韻腳。

## 著名作品
姜夔：扬州慢·淮左名都
淮左名都，竹西佳处，解鞍少驻初程。过春风十里，尽荠麦青青。自胡马窥江去后，废池乔木，犹厌言兵。渐黄昏、清角吹寒，都在空城。
杜郎俊赏，算而今、重到须惊。纵豆蔻词工，青楼梦好，难赋深情。二十四桥仍在，波心荡冷月无声。念桥边红药，年年知为谁生。